# Txàikine (Djankoi)
|  | Per a altres significats, vegeu «Txàikine». |

Txàikine (en (ucraïnès): Чайкине, en rus: Чайкино) és un poble de la República Autònoma de Crimea a Ucraïna, que el 2014 tenia 1.011 habitants. Pertany al districte rural de Djankoi. Fins al 1948 la vila es deia Mali Tarkhan.